# Махо (пляж)
Махо (нід. Maho Beach) — пляж в південно-західній частині острова Сен-Мартен на території самоврядного державного утворення Сінт-Мартен (у складі Нідерландів). Здобув популярність завдяки тому, що до нього впритул примикає злітно-посадкова смуга (ЗПС) аеропорту Принцеси Юліани, так що літаки пролітають в 10-20 метрах над головами відпочивальників. У зв'язку з цим пляж особливо популярний серед споттерів. Пляж і ЗПС розділяють два паркани і вузька двосмугова автомобільна доріжка.
Довжина пляжу становить близько 300 метрів, ширина — 10-20 метрів. На пляжі розташовані кілька кафе і закусочних, найвідоміша з яких — Sunset Bar and Grill. Там є гучномовець, що повідомляє відпочиваючих про прибуття чергового літака і передає радіопереговори диспетчерів аеропорту та пілотів літаків; а вздовж пляжу розставлені дошки, на яких крейдою написано розклад злетів і посадок.
Пляж повністю позбавлений рослинності, так як регулярно піддається сильним потокам повітря від авіалайнерів. Це ж часто викликає на узбережжі сильні і несподівані хвилі, що приваблює сюди віндсерферів і скімбордерів. Відпочивальникам в центральній частині пляжу може загрожувати каліцтво або навіть смерть, про що чесно попереджає адміністрація, так як швидкість повітря з турбін літака може сягати 160 км/год, проте багато хто ці попередження навмисно ігнорують, щоб випробувати гострі відчуття.
16 жовтня 2008 року пляж сильно постраждав від урагану Омар, який знищив кілька кафе й інших споруд і зробив Махо абсолютно кам'янистим, здувши весь пісок, який потім сюди довелося привозити і заново заповнювати ним пляж.
У 2009–2011 роках на пляжі Махо відпочивав австрійський фотограф Йозеф Хофленер, який робив там чорно-білі знімки літаків, що низько пролітали. Ці роботи були включені в його книгу «Реактивний лайнер: повне зібрання творів».

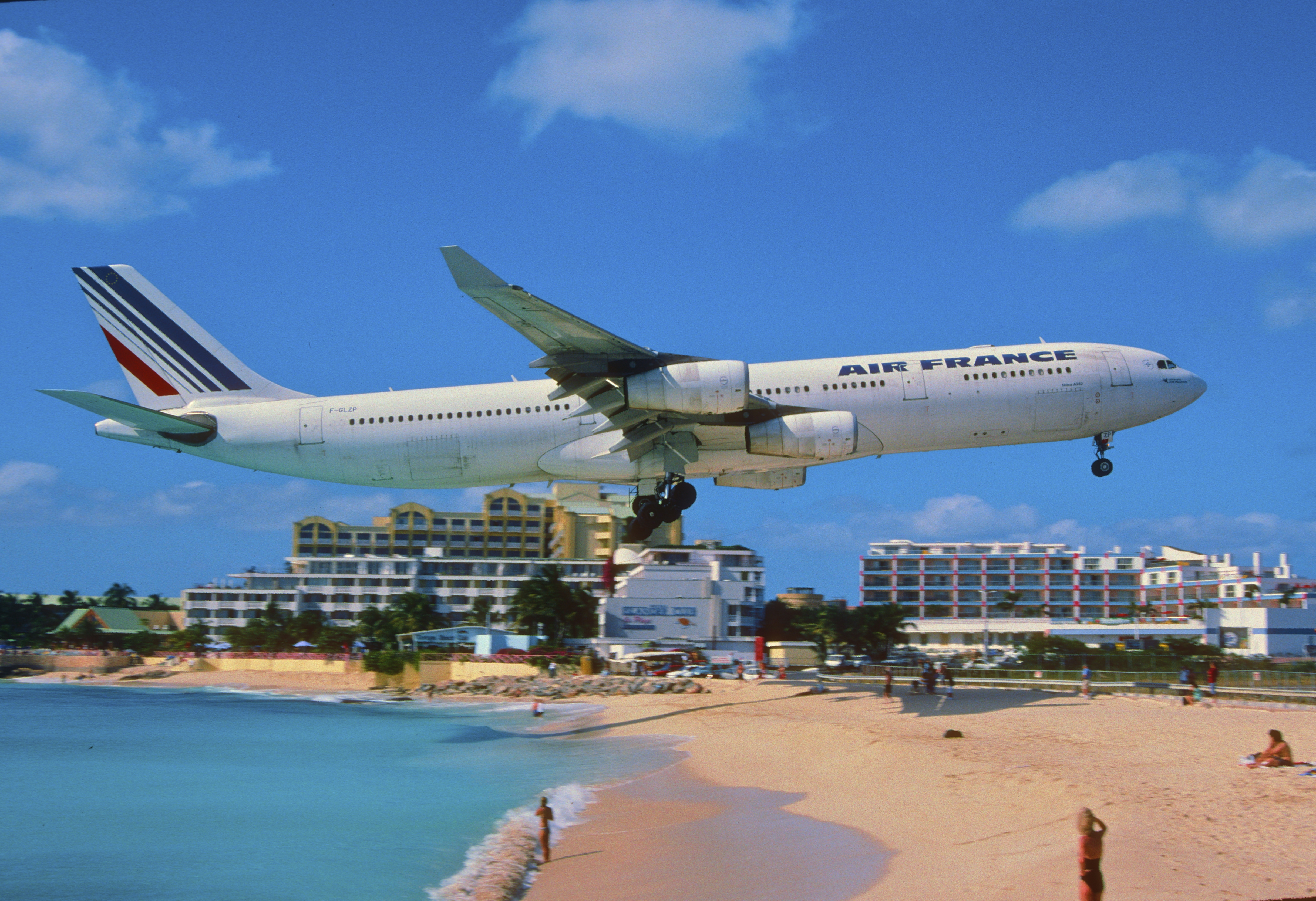
Посадка авіалайнера
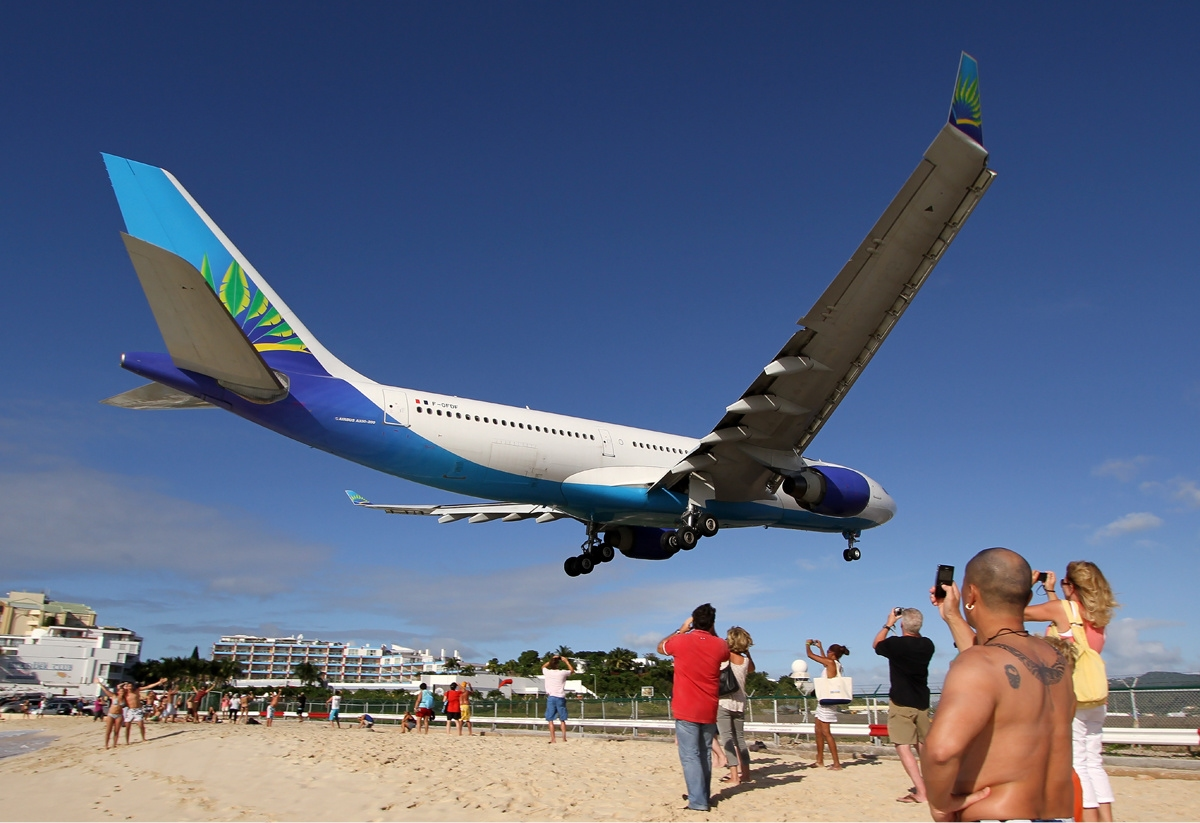
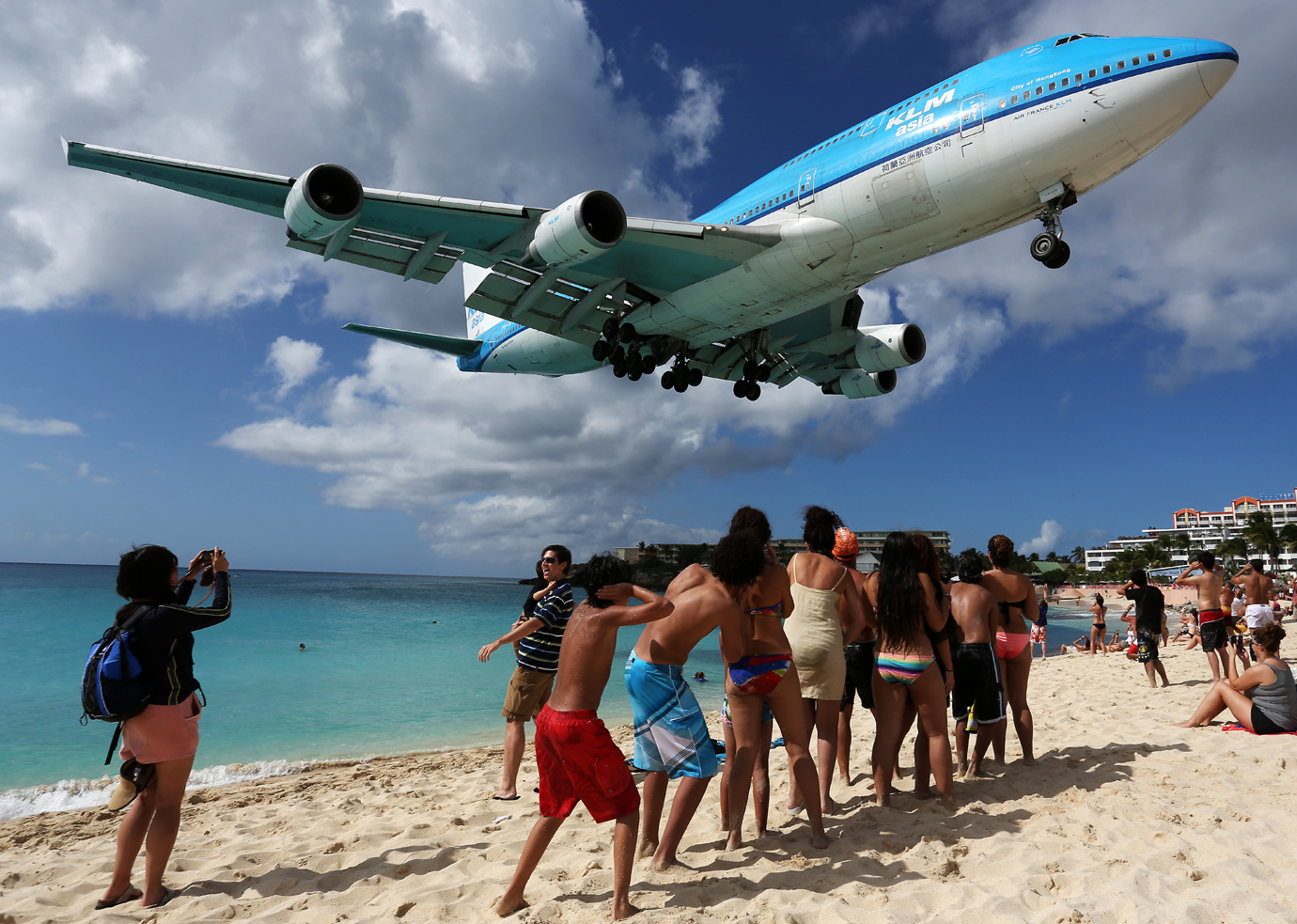
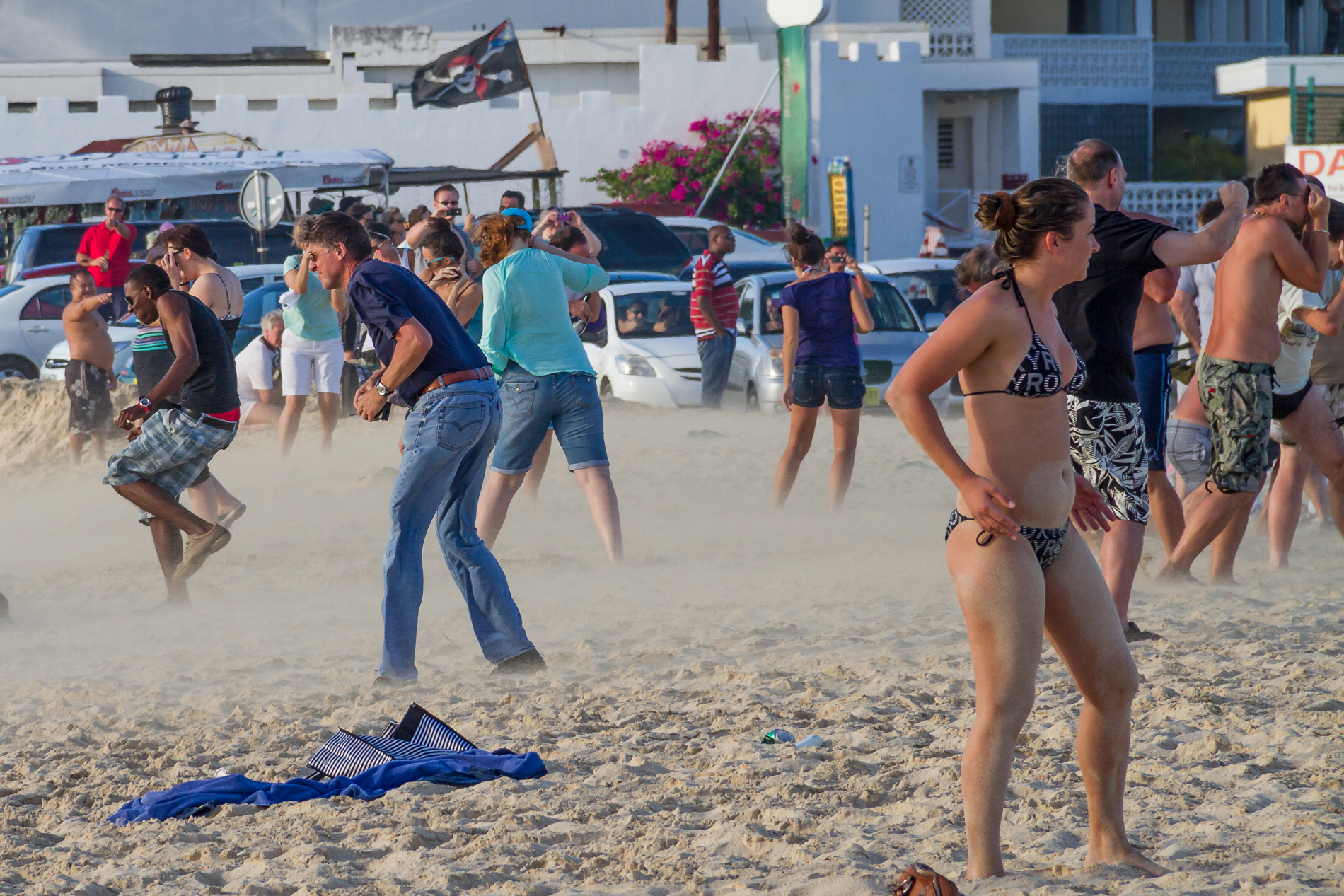
Звична річ - зліт літака
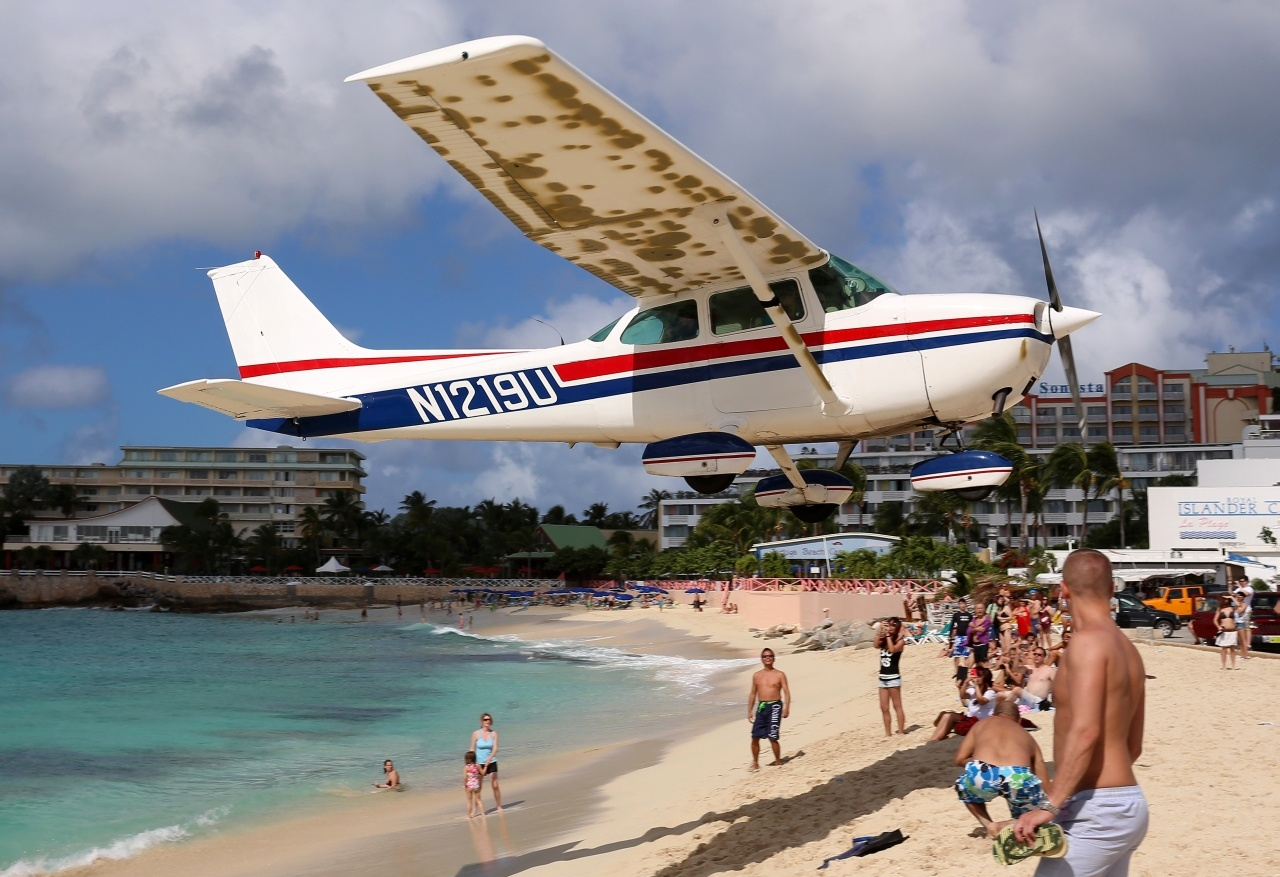
Cessna 172 летить буквально над головами
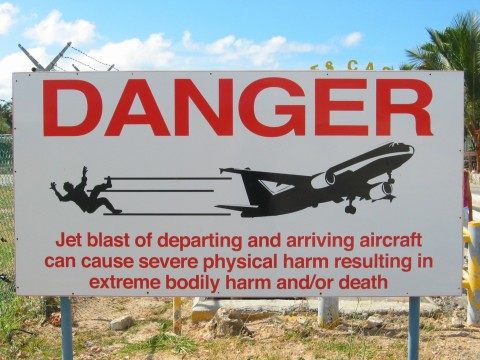
«Струмені повітря із реактивних двигунів літаків, що сідають і злітають, можуть завдати вам фізичні каліцтва та/або заподіяти смерть»
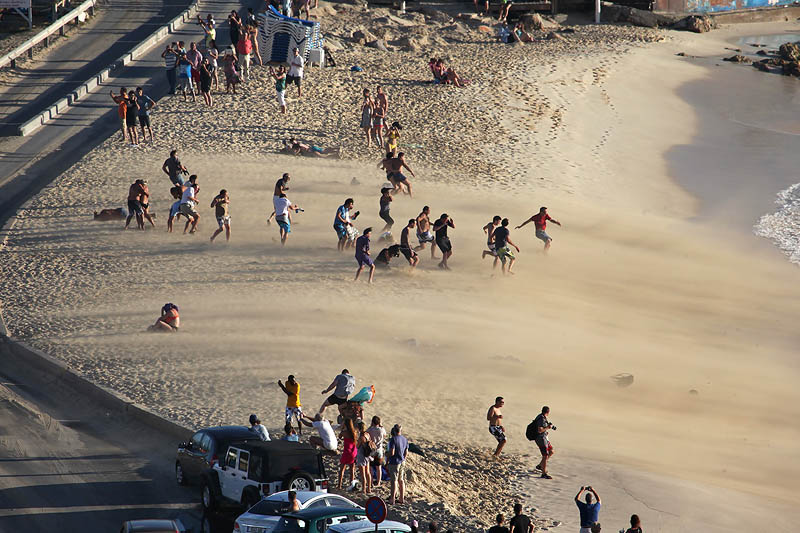
Наслідки зльоту/посадки великого літака
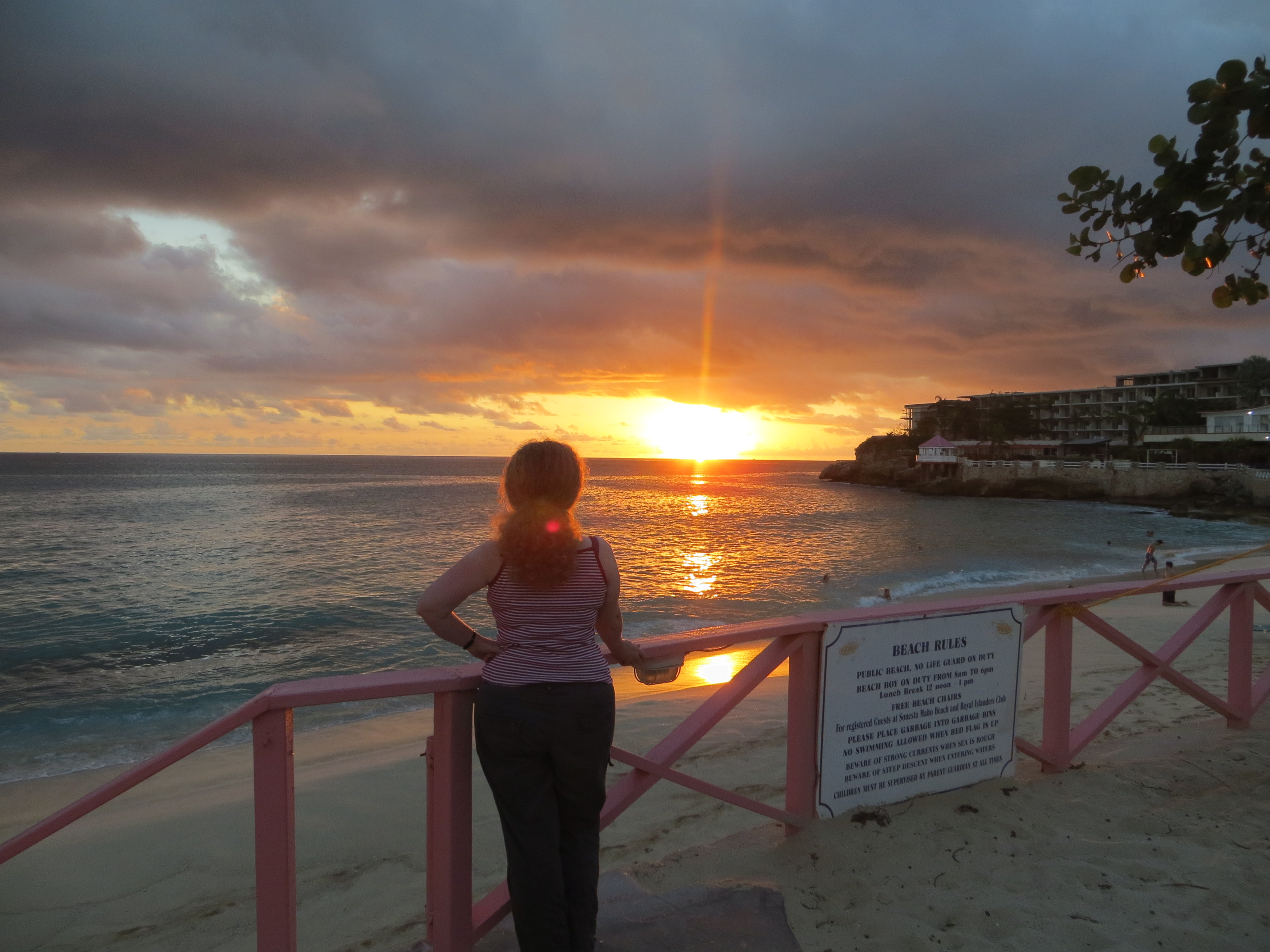
Захід сонця на пляжі
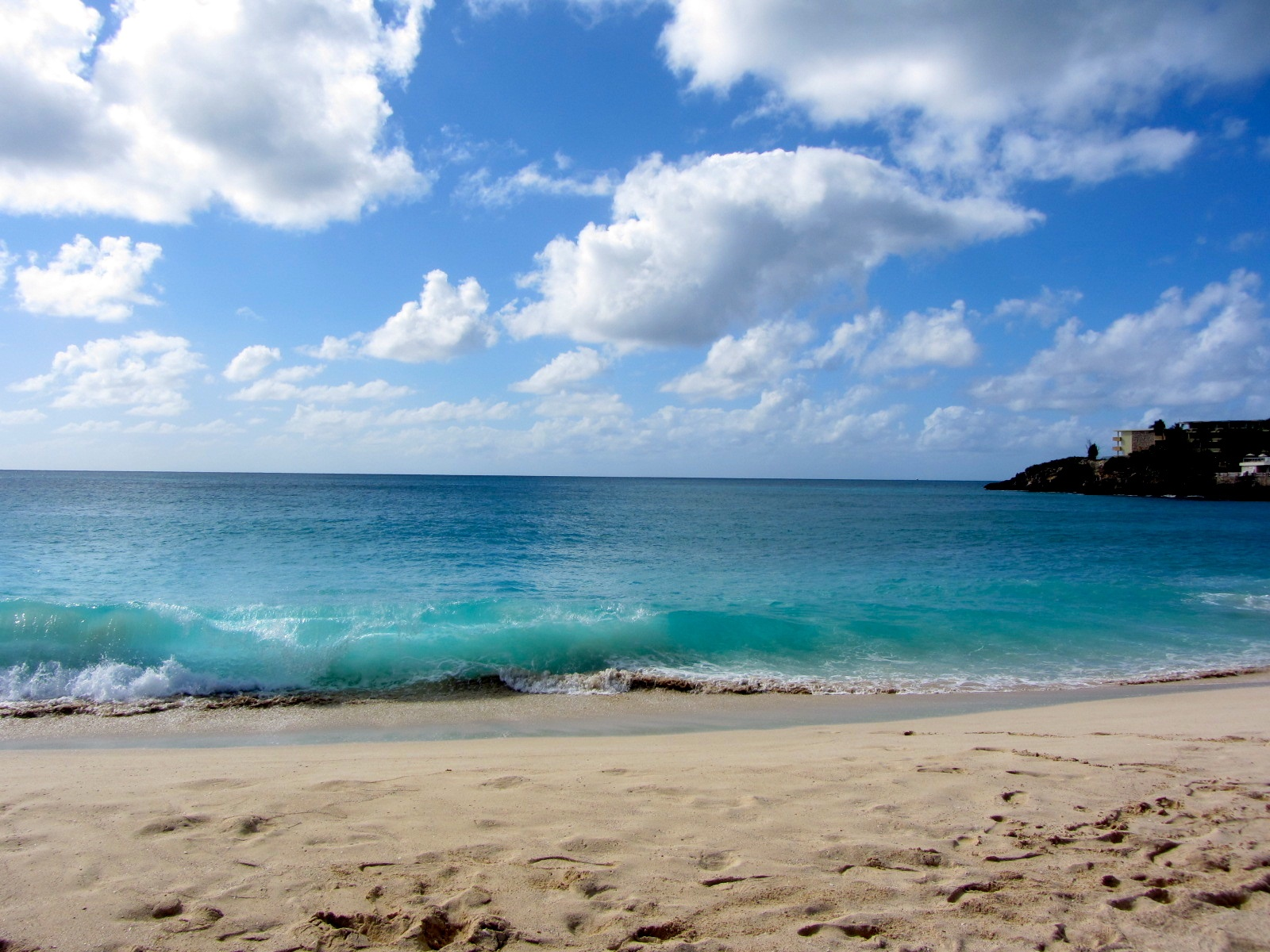
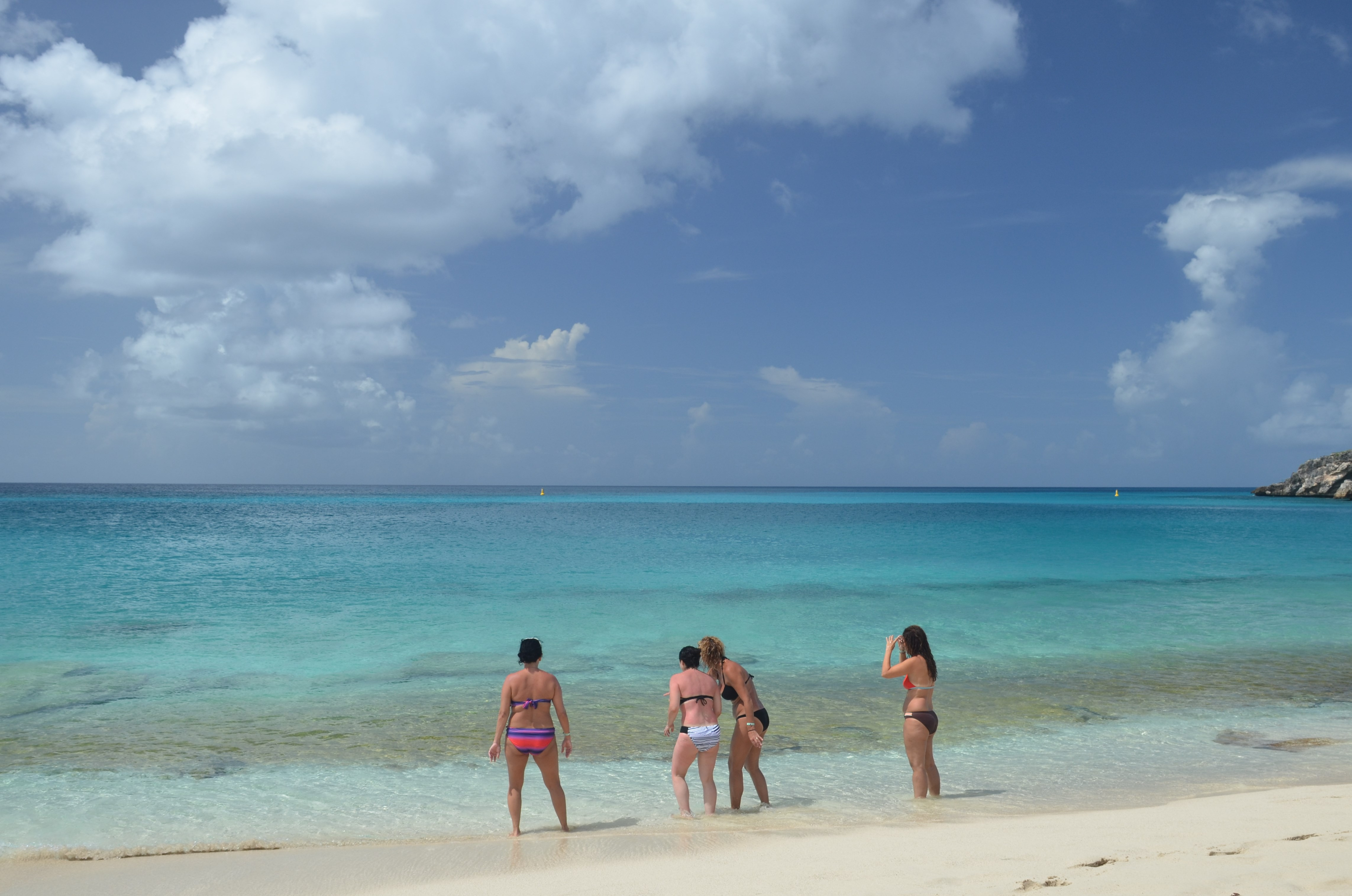
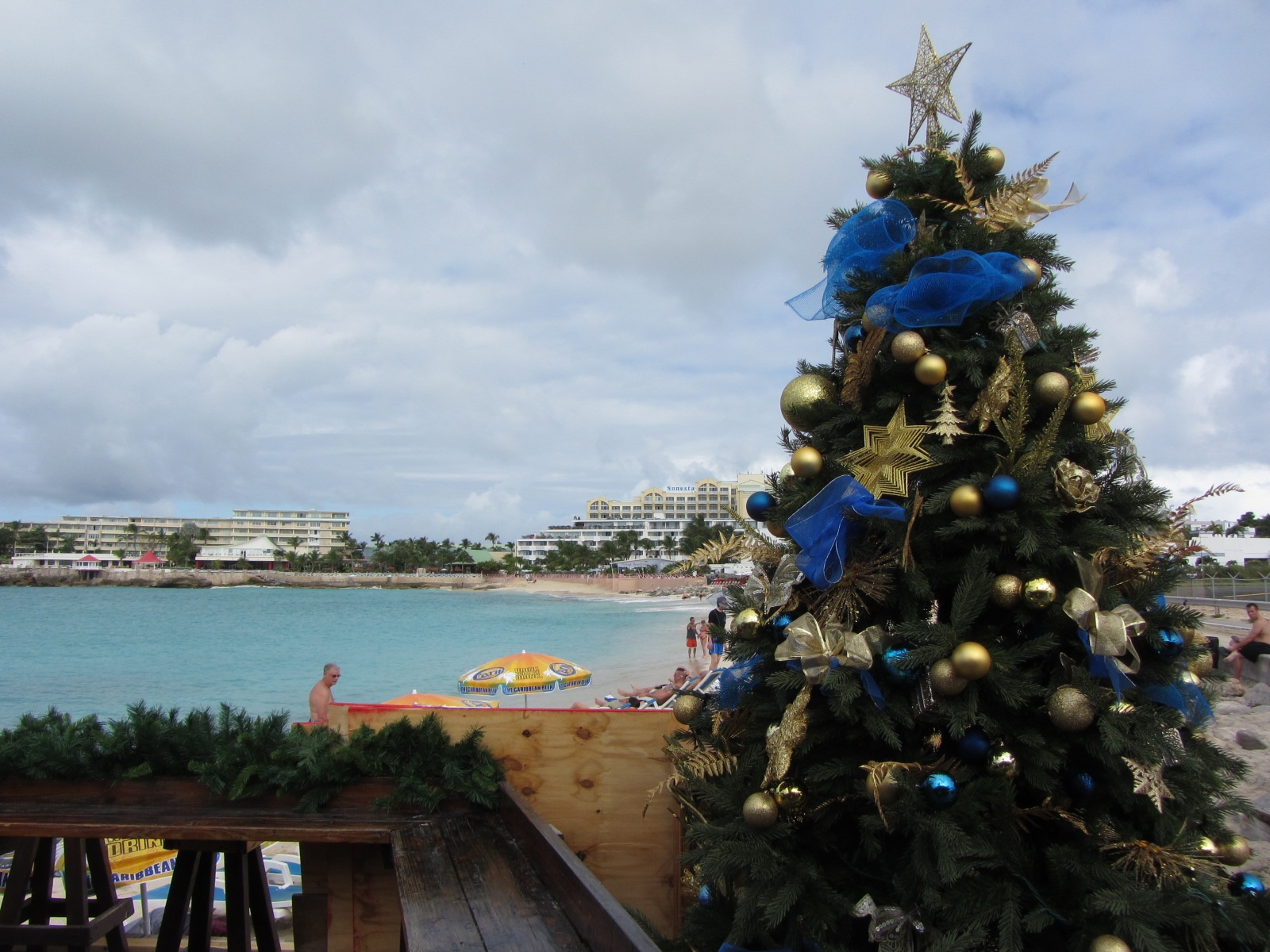
Різдвяна ялинка у 2011 році
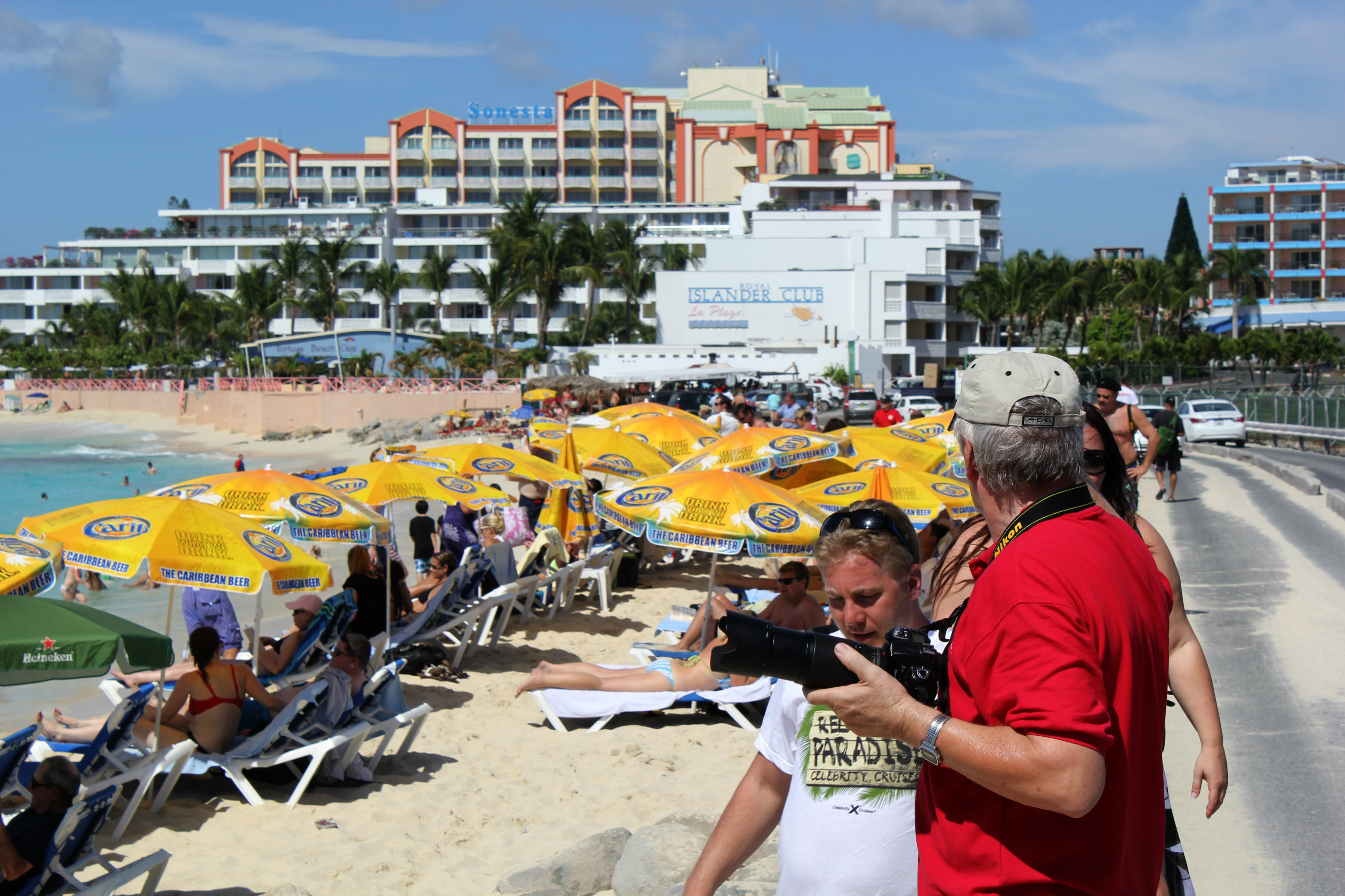
Пляж у самий пік (на задньому фоні готелі)
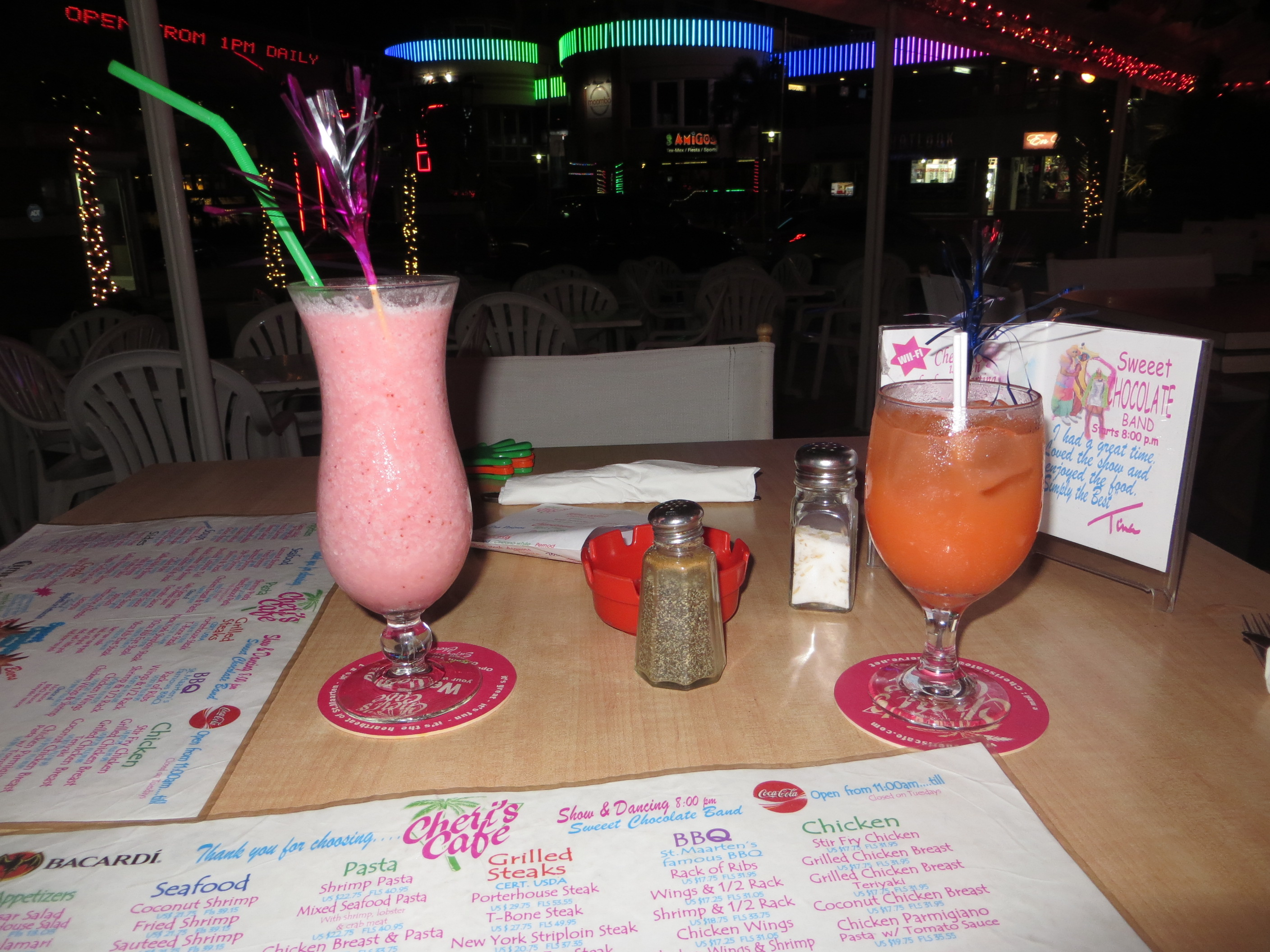
Коктейлі у барі біля пляжу